# Roy Ashton (Maskenbildner)
Howard Roy Ashton (* 16. April 1909 in Perth, Australien; † 10. Januar 1995 in Farnham, Surrey) war ein britischer Maskenbildner. Besondere Bekanntheit erreichte er durch seine Arbeiten für die Hammer-Filmproduktion, für die er die meisten der klassischen Film-Monster wie Frankensteins Kreatur, die Mumie und den Werwolf neu gestaltete.

## Leben
Roy Ashton wurde im April 1909 in Perth geboren. Er beabsichtigte ursprünglich Künstler zu werden, als er während seiner Studienzeit einen Job bei einer Filmfirma annahm und dort sein Interesse an der Maskenbildnerei entdeckte.
Ab 1957 arbeitete er für die britische Hammer-Filmproduktion, wo er zunächst bei Frankensteins Fluch als Assistent von Philip Leaky an der Neugestaltung der Kreatur beteiligt war. 1958 fertigte er für Dracula eine Art Zahnspange mit langen Fangzähnen und integrierter Blutpumpe an, die mit einem Druck der Zunge auf den Gaumen aktiviert wurde. Seine erste vollständig eigene Rekreation eines der klassischen Filmmonster war die Mumie in Die Rache der Pharaonen (1959).
Für Hammers Interpretation von Dr. Jekyll & Mr. Hyde, Schlag 12 in London (1960), beschritt Ashton einen eigenen Weg, der sich massiv von anderen bis dahin entstandenen Verfilmungen unterschied. Anstatt dem finsteren Mr. Hyde ein monströses tierhaftes Aussehen zu geben, ließ er die Figur als gutaussehenden jungen Mann erscheinen. Jekyll dagegen erhielt ein sog. Old Age-Make up, d. h. der Schauspieler wurde mit Perücke, Vollbart und künstlichen Tränensäcken älter und unattraktiver geschminkt.
Roy Ashtons wahrscheinlich beeindruckendste Arbeit für Hammer waren seine Masken für Der Fluch von Siniestro (1961). Ashton, der immer sehr genaue Recherchen betrieb, um seinen Arbeiten ein möglichst realistisches Aussehen zu geben, besuchte hierfür das Natural History Museum in London, wo er das Aussehen von Wölfen detailliert studierte, ehe er das Werwolfs-Make up für Oliver Reed entwarf. Aber auch die sich schälende und von Aussatz übersäte Haut für den alten Marqués Siniestro, gespielt von Anthony Dawson, war in ihrer Abscheulichkeit sehr wirkungsvoll.
1962 kreierte Ashton sein wohl effektivstes Verbrennungs-Make up für Das Rätsel der unheimlichen Maske, die Neuverfilmung von Das Phantom der Oper. Die Schminke, die Herbert Lom als Phantom trug, ließ seine linke Gesichtshälfte praktisch bis auf den Schädelknochen verbrannt aussehen. Die Maske, die das Phantom über seiner Entstellung trug, war eine Notlösung, Ashton bastelte sie fast unmittelbar vor Drehbeginn aus einigen Stoffresten und etwas Farbe zusammen.
Ähnliche Schwierigkeiten hatte er bei der Arbeit an Frankensteins Ungeheuer (1964). Für diesen Film hatte Hammer die Universal Studios als Vertriebspartner gewonnen und durfte so erstmals das legendäre Monster-Design von Jack P. Pierce benutzen. Da Universal, nicht zuletzt aus finanziellen Gründen, sehr an einem Wiedererkennungswert gelegen war, gab man Ashton strikte Vorgaben und er wurde in seiner Kreativität stark eingeschränkt. Das eher mittelmäßige Ergebnis, auf das man sich schließlich einigen konnte, war der Entwurf Nr. 112, mit einem eckigen Schädelaufsatz, der stark nach Pappmaché aussah.
Gegen Anfang der 1970er Jahre trennten sich allmählich die Wege Ashtons und der Hammer-Filmproduktion. Dennoch blieb er dem Horrorgenre weiterhin treu, beispielsweise in Geschichten aus der Gruft oder dem Fernsehzweiteiler Frankenstein, wie er wirklich war (1974).
Neben seiner Tätigkeit als Maskenbildner hatte Roy Ashton auch eine klassische Gesangsausbildung, gehörte zu den Gründungsmitgliedern der English Opera Group von Benjamin Britten und sang eine Zeitlang als Tenor am Royal Opera House in Covent Garden.
Am 10. Januar 1995 starb Roy Ashton im Alter von sechsundachtzig Jahren an den Folgen einer Lungenentzündung. Er hinterlässt seine Frau Elizabeth Ashton, mit der er von 1948 bis zu seinem Tod verheiratet war, und ein gemeinsames Kind.
1998 wurden seine Arbeiten in Greasepaint and Gore: The Hammer Monsters of Roy Ashton, einem Buch von Bruce Sachs und Russell Wall gewürdigt. 2004 erschien ein Dokumentarfilm gleichen Titels, in dem u. a. auch Hammer-Horror-Ikone Christopher Lee interviewt wurde.
Ein umfangreiches Archiv seiner Skizzen und Entwürfe sowie Materialien seiner Arbeiten für Film und Fernsehen befindet sich im National Media Museum in Bradford.

## Filmografie (Auswahl)
- 1955: Herr Satan persönlich! (Mr. Arkadin) – Maske
- 1957: Der Mann, den keiner kannte (Interpol) – Maske
- 1957: Frankensteins Fluch (The Curse of Frankenstein) – Maskenassistenz
- 1958: Dracula (Horror of Dracula) – Maskenassistenz
- 1958: Besuch um Mitternacht (The Whole Truth) – Maske
- 1959: Der Hund von Baskerville (The Haund of the Baskervilles) – Maske
- 1959: Den Tod überlistet (The Man Who Could Cheat Death) – Maske
- 1959: Die Rache der Pharaonen (The Mummy) – Maske
- 1960: Dracula und seine Bräute (The Brides of Dracula) – Maske
- 1960: Schlag 12 in London (The Two Faces of Dr. Jekyll) – Maske
- 1961: Der Fluch von Siniestro (The Curse of the Werewolf) – Maske
- 1962: Das Rätsel der unheimlichen Maske (The Phantom of the Opera) – Maske
- 1962: Haus des Grauens (Paranoiac) – Maske
- 1963: Der Kuss des Vampirs (The Kiss of the Vampire) – Maske
- 1964: Frankensteins Ungeheuer (The Evil of Frankenstein) – Maske
- 1964: Die Rache des Pharao (The Curse of the Mummy’s Tomb) – Maske
- 1965: Herrscherin der Wüste (She) – Spezialeffekte & Maske
- 1966: Blut für Dracula (Dracula: Prince of Darkness) – Maske
- 1966: Das schwarze Reptil (The Reptile) – Maske
- 1970: Das Privatleben des Sherlock Holmes (The Private Life of Sherlock Holmes) – Maske
- 1971: Hände voller Blut (Hands of the Ripper) – Spezialeffekte & Maske
- 1972: Geschichten aus der Gruft – Der Film (Tales from the Crypt) – Leitung der Maske
- 1973: Frankenstein, wie er wirklich war (Frankenstein: The True Story) – Maske
- 1975: Der Ghul (The Ghoul) – Maskenentwürfe
- 1980: Monster Club (The Monsters Club) – Maske
- 1980: Der kleine Lord (Little Lord Fauntleroy) – Maske
- 1984: Die Profikiller (The Hit) – Maske
- 1985: Mörderelite – Schreie in der Nacht (Murder Elite) – Maske
- 1988: Feuersturm und Asche (War and Remembrance) – Maske